# Опера Санта-Фе
Опера Санта-Фе (англ. Santa Fe Opera, сокр. SFO) — американская оперная компания (труппа), базирующаяся в Санта-Фе, штат Нью-Мексико.
Опера Санта-Фе представляет оперы каждый летний фестивальный сезон с июля 1957 года. С момента основания компании было проведено 43 американских и 15 мировых премьер.

## История и деятельность
Джон Кросби, музыкант и дирижёр из Нью-Йорка, основал компанию в 1956 году, первоначально при финансовой поддержке своих родителей — Лоуренса и Эйлин, которые помогли в приобретении земли и строительстве первого театра. Одна из целей создания оперы заключалась в том, чтобы дать американским певцам возможность учиться и исполнять новые роли, имея при этом достаточно времени для репетиций в контексте проведения летнего фестиваля с представлением в репертуаре пяти опер. В своём интервью 1991 года на вопрос почему он основал компанию, Кросби ответил: «Из-за Рудольфа Бинга», объяснив, что постановки Бинга в Метрополитен-опере в 1950-х годах заставили его рассматривать оперу «как серьёзную форму искусства».

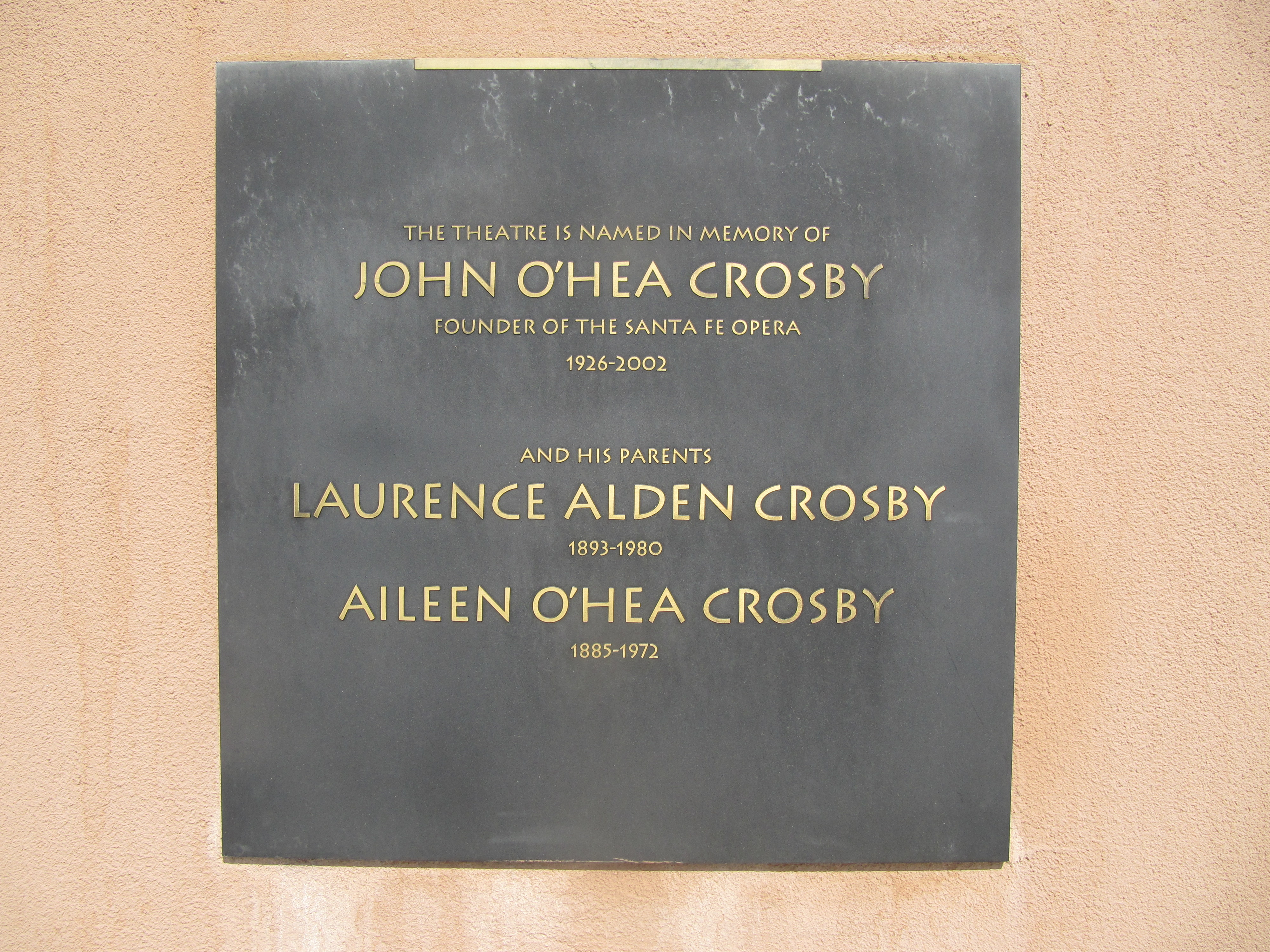
Памятная доска на здании театра Кросби

Первый сезон Оперы Санта-Фе начался 3 июля 1957 с исполнения «Мадам Баттерфляй» Джакомо Пуччини. Кросби оставался генеральным директором до 2000 года, что стало самым продолжительным сроком руководства оперой в истории США. Ричард Гаддес занимал пост директора оперы с 2000 по 2008 год. Третьим руководителем компании с 1 октября 2008 года являлся Чарльз Маккей. В феврале 2018 года компания объявила о назначении Роберта Мейя своим следующим генеральным директором.
Джон Кросби, помимо того, что был генеральным директором-основателем оперной труппы, одновременно являлся её первым главным дирижёром де-факто. Алан Гилберт был музыкальным руководителем (дирижёром) компании с 2003 по 2006 год. Кеннет Монтгомери, постоянный приглашенный дирижёр с 1982 года, исполнял обязанности временного музыкального директора в сезоне 2007 года. В июле 2007 года главным дирижёром был назначен Эдо де Ваарт с первоначальным контрактом на четыре года. Однако в ноябре 2008 года Опера Санта-Фе объявила, что де Ваарт оставил свой пост по причинам, связанным со здоровьем и семьей. В мае 2010 года компания объявила о назначении Фредерика Шазлена следующим главным дирижёром компании с 1 октября 2010 года с первоначальным контрактом на три года. Однако в августе 2012 года Шазлен ушел с поста главного дирижёра оперы, и в апреле 2013 года было объявлено о назначении Гарри Бикета своим следующим главным дирижёром с 1 октября 2013. В ноябре 2016 года его контракт был продлен до 30 сентября 2020 года.
С самого начала и по настоящее время Опера Санта-Фе представляет в течение сезона пять опер:
- открывали сезон две популярные оперы;
- третьей обычно была американская (или мировая) премьера;
- как почитатель Рихарда Штрауса, Кросби регулярно планировал одну американскую премьеру из сочинений композитора;
- пятая опера часто была редко исполняемым произведением.

Эта же философия сохраняется по настоящее время. Что касается современных произведений, то в американские премьерные постановки опер входят: «The Tempest» Томаса Адеса (2006), «Tea: A Mirror of Soul» Тань Дуня (2007), «Adriana Mater» Кайя Саариахо (2008). В сезоне 2009 года состоялась мировая премьера оперы «The Letter» Пола Моравеца, в 2010 году — оперы «Life Is a Dream» Льюиса Спратлана. В числе других мировых премьер были: «Oscar» Теодора Моррисона (2013), «Cold Mountain» Дженнифер Хигдон (2015) и «The (R)evolution of Steve Jobs» Мейсона Бейтса (2017).

## Здание театра
На нынешнем месте оперы Санта-Фе, занимающем сейчас примерно 150 акров земли, было три театра. Ключевые особенности каждого из театров заключались в том, что, в отличие от обычного оперного театра, в них не было систем, позволяющих опускать декорации сверху и нет арки авансцены. Задняя часть сцены может быть полностью открыта. Представления начинаются ближе к закату солнца с видом на вечерний ландшафт Нью-Мексико.
Первый театр на открытом воздухе был рассчитан на 480 мест. Он был уничтожен пожаром 27 июля 1967 года. Новый театр под открытым небом на 1889 мест, был готов к началу нового сезона 1968 года. Как и на первом его представлении была показана «Мадам Баттерфляй». Третье здание театра было построено в ходе масштабной реконструкции, которая последовала в конце оперного сезона 1997 года (второе здание было полностью снесено). Новый театр был построен к началу июля 1998 года, и на его открытии по традиции была представлена «Мадам Баттерфляй». Он носит имя Джона Кросби.